# José Agustín
José Agustín Ramírez Gómez (Acapulco, 19 de agosto de 1944-Cuautla, 16 de enero de 2024) fue un escritor mexicano que firmaba sus obras como José Agustín.
Junto a Gustavo Sainz y Parménides García Saldaña, fue uno de los principales representantes de la literatura de la Onda, movimiento literario bautizado así por Margo Glantz. Los «onderos», que estuvieron en boga en México en los años 1960, mezclaban las letras con el rock and roll y los psicotrópicos. Según Carlos Monsiváis, fueron influidos por los beatniks (Jack Kerouak, William Burroughs y Allen Ginsberg) y los postbeatniks (Hunter S. Thompson).

## Biografía
Nació en la ciudad de Guadalajara, Jalisco el 19 de agosto de 1944, sin embargo el mes siguiente fue registrado en Acapulco, Guerrero. Estudió letras clásicas en la Facultad de Filosofía y Letras de la Universidad Nacional Autónoma de México, dirección en el Centro Universitario de Estudios Cinematográficos y composición dramática en el Instituto Nacional de Bellas Artes y en la Asociación Nacional de Actores. 
Comenzó a publicar en diversos periódicos y revistas en la adolescencia. Fue profesor visitante en la Universidad de Denver, conductor y productor de programas culturales para la radio y la televisión, y coordinó varios talleres literarios.
José Agustín fue uno de los fundadores del diario Reforma; y colaborador en los suplementos culturales «Confabulario» del diario El Universal y «La Jornada Semanal» de La Jornada.
En sus principios, José Agustín, participó en el taller literario de Juan José Arreola, un prolífico escritor que ha incursionado en diversos géneros literarios como narrador, guionista de cine, periodista, y dramaturgo. Tragicomedia mexicana, documentada sátira de la política mexicana publicada en forma de serie y escrita desde el punto de vista «contracultural», desmitifica la historia del México reciente. Algunas obras son autobiográficas, como El rock de la cárcel 1984, donde relata su estancia en el siniestro Palacio Negro de Lecumberri, sobrenombre con el que se conocía una célebre prisión, ahora convertida en sede del Archivo General de la Nación y que tuvo como inquilinos a una buena parte de la disidencia mexicana durante el régimen hegemónico del Partido Revolucionario Institucional. En esa prisión escribió la novela Se está haciendo tarde.
En 1961 viajó a Cuba con la que fuera su esposa —la también escritora e historiadora Margarita Dalton, hermana del poeta salvadoreño Roque Dalton—, país en el que cumplió los 17 y donde participó en la campaña alfabetizadora. Su boda con Dalton tuvo como objetivo el que se les considerara a ambos mayores de edad y pudieran viajar a la isla donde había triunfado recientemente la revolución castrista. Pasó cuatro años en Estados Unidos (de 1977 a 1981), donde conoció a varios escritores latinoamericanos que daban clases. 
Como cineasta, José Agustín dirigió un largometraje, Ya sé quién eres / Te he estado observando. Escribió varios guiones y colaboró en otros. Actuó en la película De veras me atrapaste, de Gerardo Pardo (1983). Fue también traductor de literatura.
Vivió en Cuautla, Morelos, en la casa que era de su padre y a quien se la compró. Estaba casado con Margarita Bermúdez. Gabriel García Márquez es padrino de su hijo menor, el dibujante y pintor Agustín Ramírez Bermúdez, nacido el 2 de agosto de 1975.
En 2009 sufrió un accidente, detallado en la entrevista A day in the life de Guillermo Rivera Vázquez: «El escritor, en reacción al entusiasmo de sus fans, dio algunos pasos para atrás y, ante el estupor de todos, cayó del presídium. Dos metros. Severas fracturas en cráneo y costillas. Veintidós días de terapia intensiva».
Una escuela en su lugar de nacimiento, la ciudad de Guadalajara, lleva su nombre.
Falleció el 16 de enero de 2024, en su casa de Cuautla, Morelos, ubicada en la Tierra Caliente de dicho estado, a causa de una enfermedad cerebrovascular y una hidrocefalia que lo había afectado en los últimos años.

## Vida personal
En 1961 se casó con Margarita Dalton, con quien viajó a Cuba. Fue un efímero matrimonio que duraría un mes: una apresurada boda en un juzgado civil de Tlalnepantla entre dos menores de edad que, al casarse, adquirían la mayoría de edad y, de esa manera, obtenían la visa para viajar a la isla de Cuba, en donde triunfaba la primera revolución de la Guerra Fría y ellos se iban a descubrir y alfabetizar.
El matrimonio con Dalton se disolvió pronto, y José Agustín se casó por segunda vez en 1963, a los 19 años, con Margarita Bermúdez.
José Agustín siempre defendió la despenalización de las drogas, de hecho en una entrevista dijo lo siguiente: “Le pegué muy fuerte a la psicodelia, probé peyote, LSD, hongos alucinantes, el reventón de los 60, el rock and roll, el cotorreo buenísimo que nos traíamos en aquella época”.
Uno de sus tíos fue el compositor José Agustín Ramírez Altamirano y fue padre de Jesús Ramírez Bermúdez, médico psiquiatra del Instituto Nacional de Neurología y Neurocirugía, quien ha incursionado en la literatura.

## Obra literaria
| Año  | Título | Formato        | Notas                                                   |
| ---- | --- | -------------- | ------------------------------------------------------- |
| 1964 | La tumba | Novela         |                                                         |
| 1966 | De perfil | Novela         |                                                         |
| 1966 | Autobiografía | Autobiografía  |                                                         |
| 1968 | Inventando que sueño | Cuento         |                                                         |
| 1969 | Abolición de la propiedad                                                                                                 | Novela         | También vuelta obra de teatro                           |
| 1969 | La nueva música clásica                                                                                                   | Ensayo         |                                                         |
| 1970 | Los atardeceres privilegiados de la Prepa 6                                                                               | Dramaturgia    | Obra puesta en escena y estrenada en 1970               |
| 1973 | Se está haciendo tarde (final en laguna)                                                                                  | Novela         |                                                         |
| 1974 | Círculo vicioso | Dramaturgia    | Obra puesta en escena y estrenada en 1974               |
| 1977 | La mirada en el centro | Cuento         |                                                         |
| 1977 | Luz externa | Fragmento      | Primera parte de la novela El rey se acerca a su templo |
| 1978 | El rey se acerca a su templo                                                                                              | Novela         |                                                         |
| 1982 | Ciudades desiertas | Novela         |                                                         |
| 1982 | Furor matutino | Cuento         |                                                         |
| 1986 | Cerca del fuego | Novela         |                                                         |
| 1986 | No hay censura | Cuento         |                                                         |
| 1989 | Luz interna | Novela         | Segunda parte de la novela El rey se acerca a su templo |
| 1991 | Tragicomedia mexicana 1: La vida en México de 1940-1970                                                                   | Ensayo/Crónica |                                                         |
| 1991 | Contra la corriente | Ensayo         |                                                         |
| 1992 | La panza del Tepozteco | Novela         |                                                         |
| 1992 | Tragicomedia mexicana 2: La vida en México de 1970-1982                                                                   | Ensayo/Crónica |                                                         |
| 1992 | La miel derramada | Cuento         |                                                         |
| 1992 | No pases esa puerta | Cuento         |                                                         |
| 1993 | Camas de campo (campos de batalla)                                                                                        | Ensayo         |                                                         |
| 1994 | Dos horas de sol | Novela         |                                                         |
| 1996 | La contracultura en México: la historia y el significado de los rebeldes sin causa, los jipitecas, los punks y las bandas | Ensayo         |                                                         |
| 1998 | Tragicomedia mexicana 3: La vida en México de 1982-1994                                                                   | Ensayo/Crónica |                                                         |
| 1999 | El hotel de los corazones solitarios                                                                                      | Ensayo         |                                                         |
| 2001 | Cuentos completos | Cuento         | Recopilación de su obra cuentística                     |
| 2001 | Los grandes discos de rock: 1951–1975                                                                                     | Ensayo         |                                                         |
| 2004 | Vida con mi viuda | Novela         | Premio Mazatlán de Literatura 2005                      |
| 2004 | La ventana indiscreta: rock, cine y literatura                                                                            | Ensayo         |                                                         |
| 2006 | Armablanca | Novela         |                                                         |
| 2006 | La casa del sol naciente (de rock y otras rolas)                                                                          | Ensayo         |                                                         |
| 2010 | Diario de brigadista. Cuba, 1961                                                                                          | Autobiografía  |                                                         |

## Obra cinematográfica
| Año  | Título                                     | Dirección      | Notas |
| ---- | ------------------------------------------ | -------------- | --- |
| 1968 | 5 de chocolate y 1 de fresa                | Carlos Velo    | Guion realizado con el director basado en el argumento de Fernando Galiani                                                     |
| 1968 | Y pensar que podemos                       | Sergio García  | Cortometraje; guion realizado con el director                                                                                  |
| 1970 | Alguien nos quiere matar                   | Carlos Velo    | Guion con el director sobre el argumento de Raúl Zenteno y Fernando Josseau                                                    |
| 1971 | Ya sé quién eres (te he estado observando) | José Agustín   | Ópera prima; dirección y guion original                                                                                        |
| 1971 | Luto                                       | Sergio García  | Cortometraje; guion original                                                                                                   |
| 1973 | Luz externa                                | José Agustín   | Cortometraje; guion, dirección y producción. Proyecto sin estreno                                                              |
| 1976 | El apando                                  | Felipe Cazals  | Guion coescrito con José Revueltas, basado en su novela                                                                        |
| 1979 | El año de la peste                         | Felipe Cazals  | Diálogos |
| 1979 | La viuda de Montiel                        | Miguel Littín  | Guion realizado con el director                                                                                                |
| 1986 | Amor a la vuelta de la esquina             | Alberto Cortés | Guion realizado con el director                                                                                                |
| 1986 | Mal de piedra                              | Federico Chao  | Cortometraje; Guion basado en la novela homónima de Carlos Montemayor                                                          |
| 1991 | Ciudad de ciegos                           | Alberto Cortés | Guion coescrito con el director, Hernann Bellinghaussen, Marcela Fuentes-Berain, Paz Alicia Garciadiego y Silvia Tomasa Rivera |

### Adaptaciones de su obra
| Año  | Título                    | Dirección            | Guion                         | Notas                                     |
| ---- | ------------------------- | -------------------- | ----------------------------- | ----------------------------------------- |
| 2012 | Abolición de la propiedad | Jesús Magaña Vázquez | Jesús Magaña Vázquez          | Basada sobre la obra de teatro de 1969    |
| 2016 | Me estás matando, Susana  | Roberto Sneider      | Roberto Sneider y Luis Cámara | Basada sobre la novela Ciudades desiertas |

## Premios y distinciones
- Beca del Centro Mexicano de Escritores 1966-1967
- Beca del Internacional Writing Program de la Universidad de Iowa 1977
- Beca Fulbright 1977-1978
- Beca Guggenheim 1978-1979
- Premio Bellas Artes de Narrativa Colima para Obra Publicada 1983, por Ciudades desiertas
- Premio Nacional de Literatura Juan Ruiz de Alarcón por su obra de teatro Círculo vicioso
- Premio Nacional de Ciencias y Artes en el área de Lingüística y Literatura 2011.[15]